# Wilhelm III. (Provence)
Wilhelm III. von Provence († 1037) war von 1014 bis 1037 Graf der Provence und Markgraf der Provence. Er war der Sohn und Erbe Graf Rotbalds III. Seine Mutter war Ermengard, die 1016 in zweiter Ehe Rudolf III., König von Burgund, heiratete.
Mit dem Titel eines Markgrafen (als Oberhaupt der Familie) wird er 1032 erwähnt. 1037 wird von ihm eine Schenkung an die Abtei Cluny dokumentiert. Er heiratete eine Frau namens Lucia, Nachkommen sind aber nicht bekannt.